# Braço do Norte
Braço do Norte is een gemeente in de Braziliaanse deelstaat Santa Catarina. De gemeente telt 29.317 inwoners (schatting 2009).

## Aangrenzende gemeenten
De gemeente grenst aan Armazém, Grão Pará, Gravatal, Orleans, Rio Fortuna en São Ludgero.

## Verkeer en vervoer
De plaats ligt aan de wegen BR-475/SC-370 en SC-108.